# Thang độ Fujita cải tiến
Thang độ Fujita cải tiến (tiếng Anh: Enhanced Fujita Scale, ký hiệu EF) đánh giá sức mạnh của lốc xoáy tại Hoa Kỳ theo độ hủy diệt mà lốc xoáy gây nên. Nó thay thế Thang độ Fujita của Fujita Tetsuya tại Hoa Kỳ ngày 1 tháng 2 năm 2007, theo sau đó là Canada ngày 1 tháng 4 năm 2013. Thang này cùng cấu trúc với thang Fujita gốc: 6 cấp từ 0 đến 5 ứng với độ hủy diệt tăng lên. Thang này tiêu chuẩn hóa những miêu tả về độ hủy diệt đối với các công trình xây dựng và tự nhiên. Nó cũng ước lượng rõ hơn các tốc độ gió và không đặt tốc độ tối đa cho cấp cao nhất EF5. Vài quốc gia, bao gồm Canada và Pháp, vẫn còn sử dụng thang Fujita gốc.
Thang được sử dụng lần đầu tiên tại Hoa Kỳ sau sự công bố của nó khi một phần của trung Florida bị tấn công bởi bởi nhiều cơn lốc xoáy, cơn lốc xoáy mạnh nhất được xếp vào EF3 trên thang mới này. Nó được sử dụng lần đầu tại Canada một thời gian ngắn sau khi có một cơn lốc xoáy gần thịt trấn ở Shelburne, Ontario ngày 18 tháng 4 năm 2013, gây ra thiệt hại EF1.

## Tham số
| Cấp | Tốc độ gió (ước lượng) | Tốc độ gió (ước lượng) | Tần số tương đối | Tiềm năng tàn phá | Tiềm năng tàn phá      |
| Cấp | mph                    | km/h                   | Tần số tương đối | Tiềm năng tàn phá | Tiềm năng tàn phá      |
| EF0 | 65–85                  | 105–137                | 53,5%            | Thiệt hại nhỏ hoặc không thiệt hại. Bóc bề mặt một số mái nhà; gây thiệt hại cho máng dẫn nước mưa hoặc ván gỗ bên ngoài nhà; cành cây bị gãy; cây rễ nông bị đẩy lên. Lốc xoáy được xác nhận nhưng không gây thiệt hại.                                                                    | Ví dụ về thiệt hại EF0 |
| EF1 | 86–110                 | 138–178                | 31,6%            | Thiệt hại trung bình. Mái nhà bị lật năng nề; [[nhà di động bị lật ngược hoặc tàn phá lớn; mất cửa ra vào; cửa sổ và những vật kính khác bị vỡ. | Ví dụ thiệt hại EF1    |
| EF2 | 111–135                | 179–218                | 10,7%            | Thiệt hại đáng kể. Mái nhà bị lật khỏi nhà được xây dựng kiên cố; móng nhà bị di chuyển; nhà di động bị phá hủy hoàn toàn; cây lớn bật rễ; những vật nhẹ bay lên trời; ô tô bị nâng lên khỏi mặt đất.                                                                                       | Ví dụ thiệt hại EF2    |
| EF3 | 136–165                | 219–266                | 3,4%             | Thiệt hại nghiêm trọng. Toàn bộ các tầng của nhà xây dựng kiên cố bị phá hủy; gây thiệt hại nghiêm trọng đến những tòa nhà lớn ví dụ như trung tâm thương mại; tàu hỏa bị lật; cây cối bật gốc; xe lớn bị nâng lên khỏi mặt đất và bị ném đi; những công trình móng yếu bị tàn phá nặng nề. | Ví dụ thiệt hại EF3    |
| EF4 | 166–200                | 267–322                | 0,7%             | Thiệt hại cực lớn. Nhà được xây dựng kiên cố và toàn bộ khung nhà bị san bằng hoàn toàn; ô tô và các bật lớn khác bay lên trời. | Ví dụ thiệt hại EF4    |
| EF5 | >200                   | >322                   | <0,1%            | Phá hủy hoàn toàn. Những nhà có khung nhà khoẻ, được xây dựng kiên cố bị san bằng với móng nhà trôi đi; kết cấu bê tông cốt thép bị tàn phá nặng; nhà cao tầng sụp đổ hoặc bị thay đổi cấu trúc nghiêm trọng.                                                                               | Ví dụ thiệt hại EF5    |